# Staniuszki
Staniuszki (ros. Станюшки) – wieś w rejonie wołożyńskim obwodu mińskiego Białorusi. 
Przed wojną leżała w Polsce, w gminie Iwieniec w powiecie wołożyńskim, w województwie nowogródzkim.